# Casa Teutônica

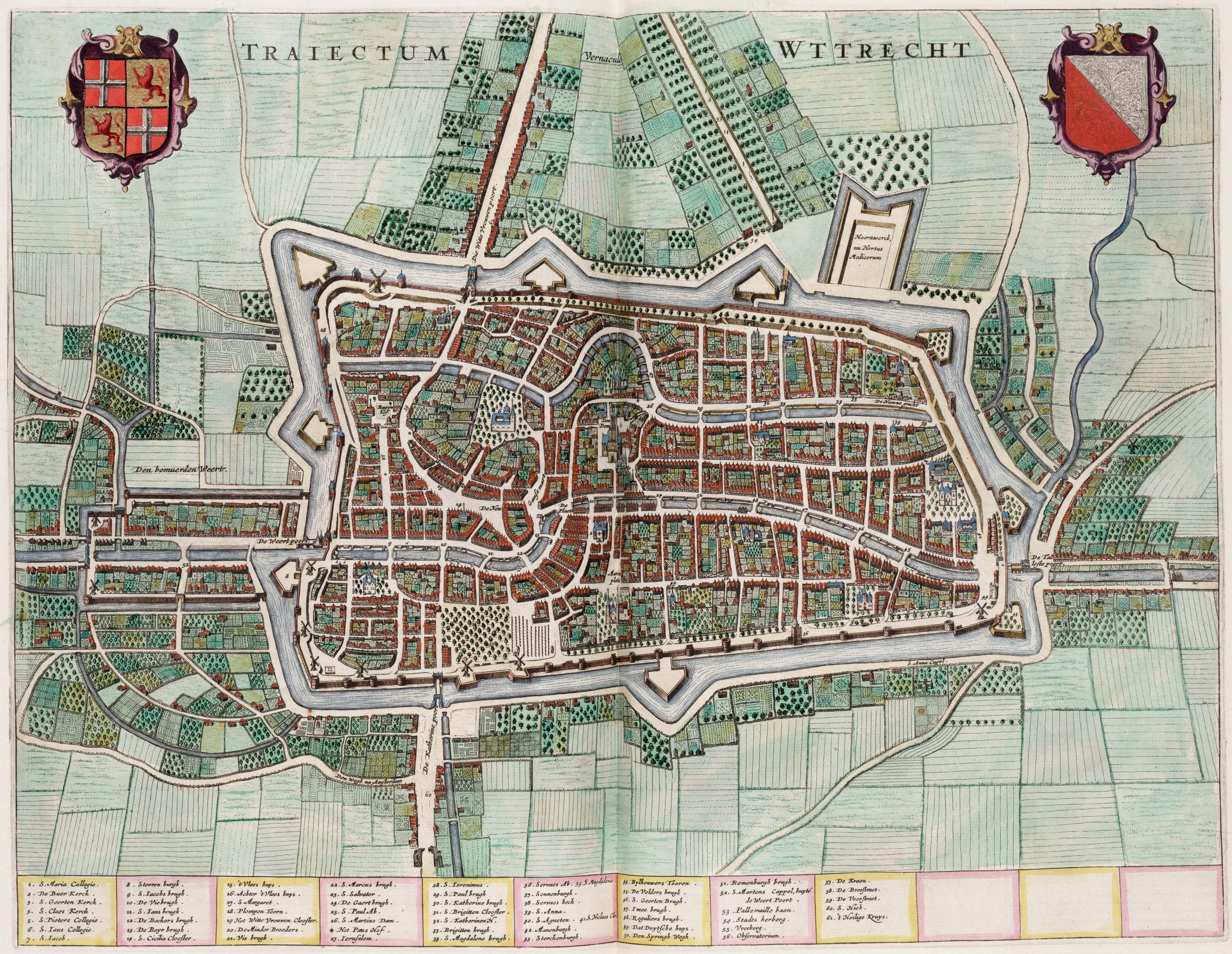
Utreque em 1649. A Casa Teutônica está logo acima do bastião, saliente do centro da cidade murada em direção ao pé do mapa

A Casa Teutônica (em neerlandês: Duitse Huis) é um complexo de edifícios na cidade de Utreque, Países Baixos, protegido como um monumento nacional. As partes mais antigas datam de um mosteiro da Bailivique de Utreque dos Cavaleiros Teutônicos fundada em 1348. Originalmente católica, a ordem tornou-se protestante durante a Reforma. Um hospital militar foi adicionado em 1823 após os cavaleiros venderem a propriedade. Ela foi vendida de volta para a Bailivique de Utreque e uma grande restauro foi iniciada em 1992. Alguns dos edifícios mais antigos são novamente as sedes da Bailivique de Utreque, agora uma instituição de caridade, e mantém uma importante coleção de manuscritos, moedas e pinturas medievais. Outros edifícios, incluindo o antigo hospital, foi convertido em um hotel cinco estrelas, o Grande Hotel Karel V.

## Ordem Teutônica
A Ordem Teutônica foi uma das grandes ordens militares cristãs, junto com os Cavaleiros Templários e Cavaleiros Hospitalários. Esteve principalmente ativa na Terra Santa e na região báltica, mas tinha muitos ramos no Ocidente para fornecer fontes de recursos e recrutas.[carece de fontes?] A Bailivique de Utreque da Ordem Teutônica (em neerlandês: Ridderlijke Duitse Orde Balije van Utrecht) foi fundada em 1231, inicialmente focada principalmente no desenvolvimento espiritual de seus próprios membros. A ordem mantinham terras agrícolas, chamadas comendas, em diferentes áreas dos Países Baixos, e os cavaleiros e padres tomavam voto de pobreza, castidade e obediência. Em 1348, a ordem construiu em Utreque a Casa Teutônica como um mosteiro e sede entre o muro da cidade e Springweg.
O imperador Carlos V(r. 1519–1556) visitou Utreque entre 30 de dezembro de 1545 e 3 de fevereiro de 1546. Uma reunião do capítulo da Ordem do Tosão de Ouro começou em 2 de janeiro de 1546, e foi presidida por Carlos V e sua irmã Maria de Habsburgo. Rei Henrique VIII da Inglaterra (r. 1509–1547) e Francisco I de França (r. 1515–1547), ambos guerreiros da ordem, estiverem presentes neste importante evento. As reuniões do capítulo e as festas ocorreram na Casa Teutônica.
Por 1580, os Estados de Utreque estavam demandando que instituições católicas como a Bailivique fossem dissolvidas e seus bens usados como caridade. O comandante da terra em 1579-1612, Jacob Taets von Amerongen, resistiu sob a alegação de que os bens "pertenciam ao nosso Senhor, o Mestre Germânico", e que o Bailivique era uma instituição cavalheiresca que serviu "onde necessário para lutar com armas pela defesa do império contra nosso arqui-inimigo comum, o Turco...". Contudo, em 1637 os cavaleiros formalmente aceitaram a proteção da Províncias Unidas dos Países Baixos. Eles permaneceram uma ordem dos cavaleiros teutônicos, mas não era mais católica.

widths="300px"
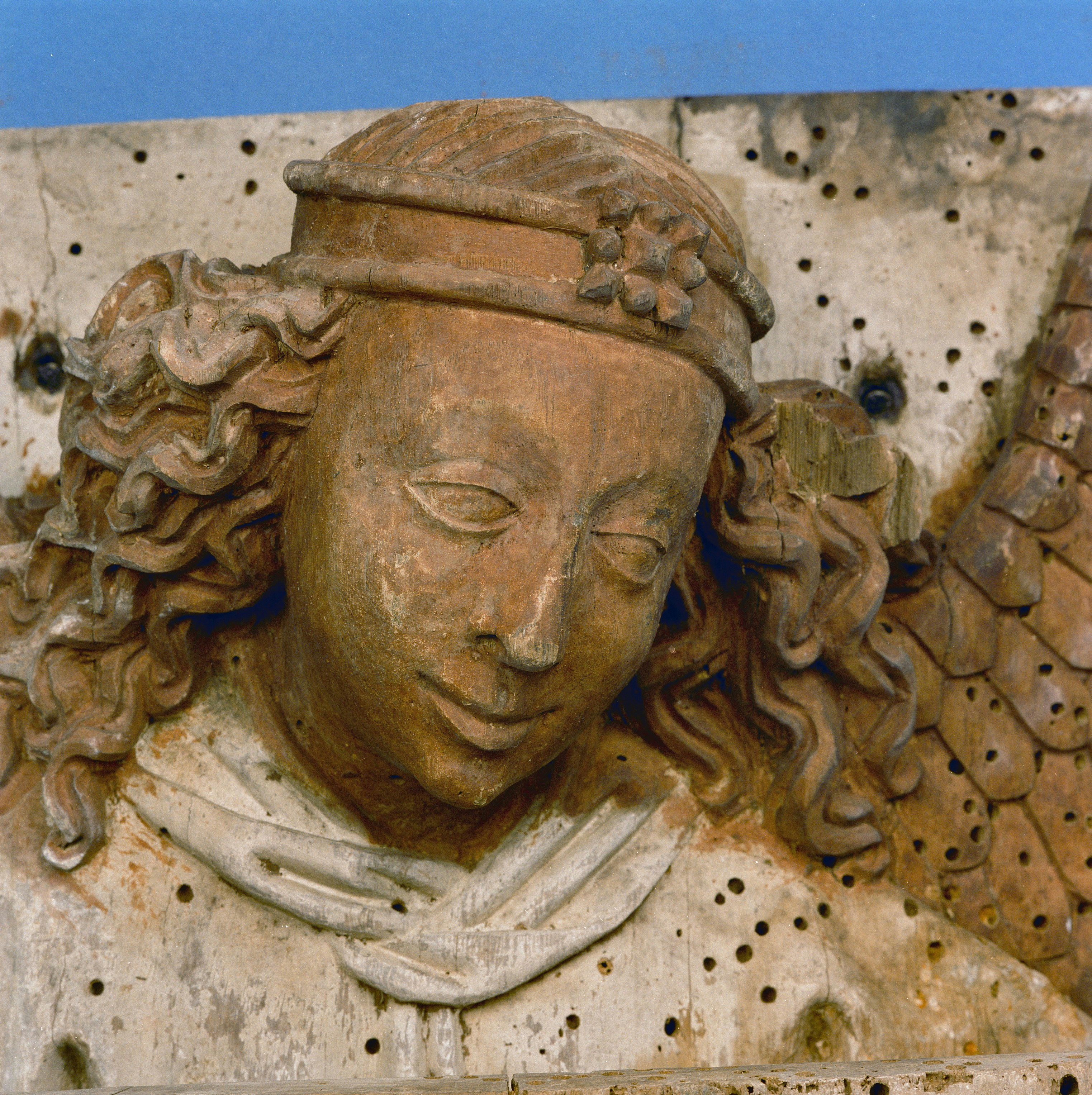
Cabeça esculpida encontrada no sótão
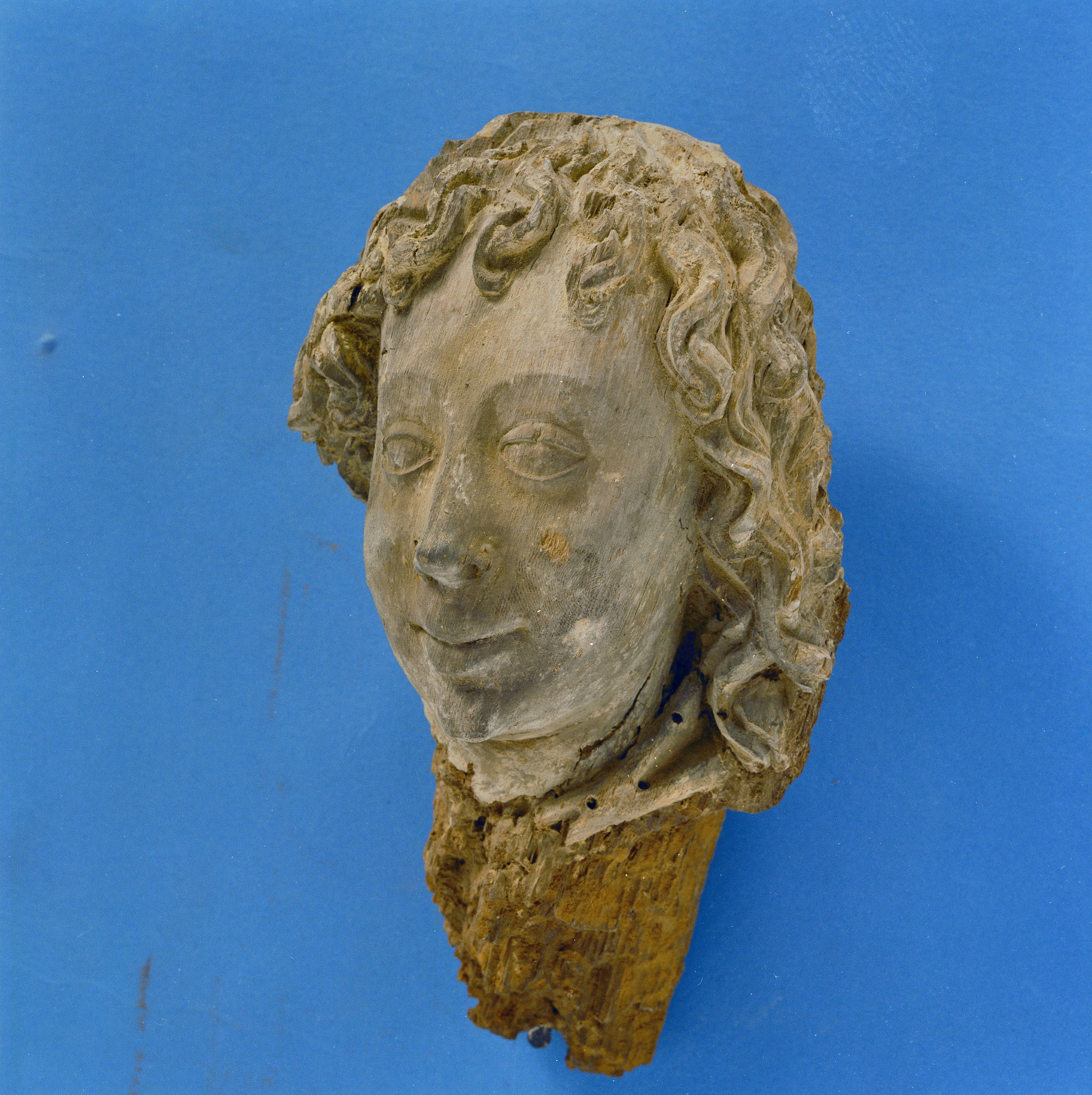
Cabeça esculpida encontrada no sótão
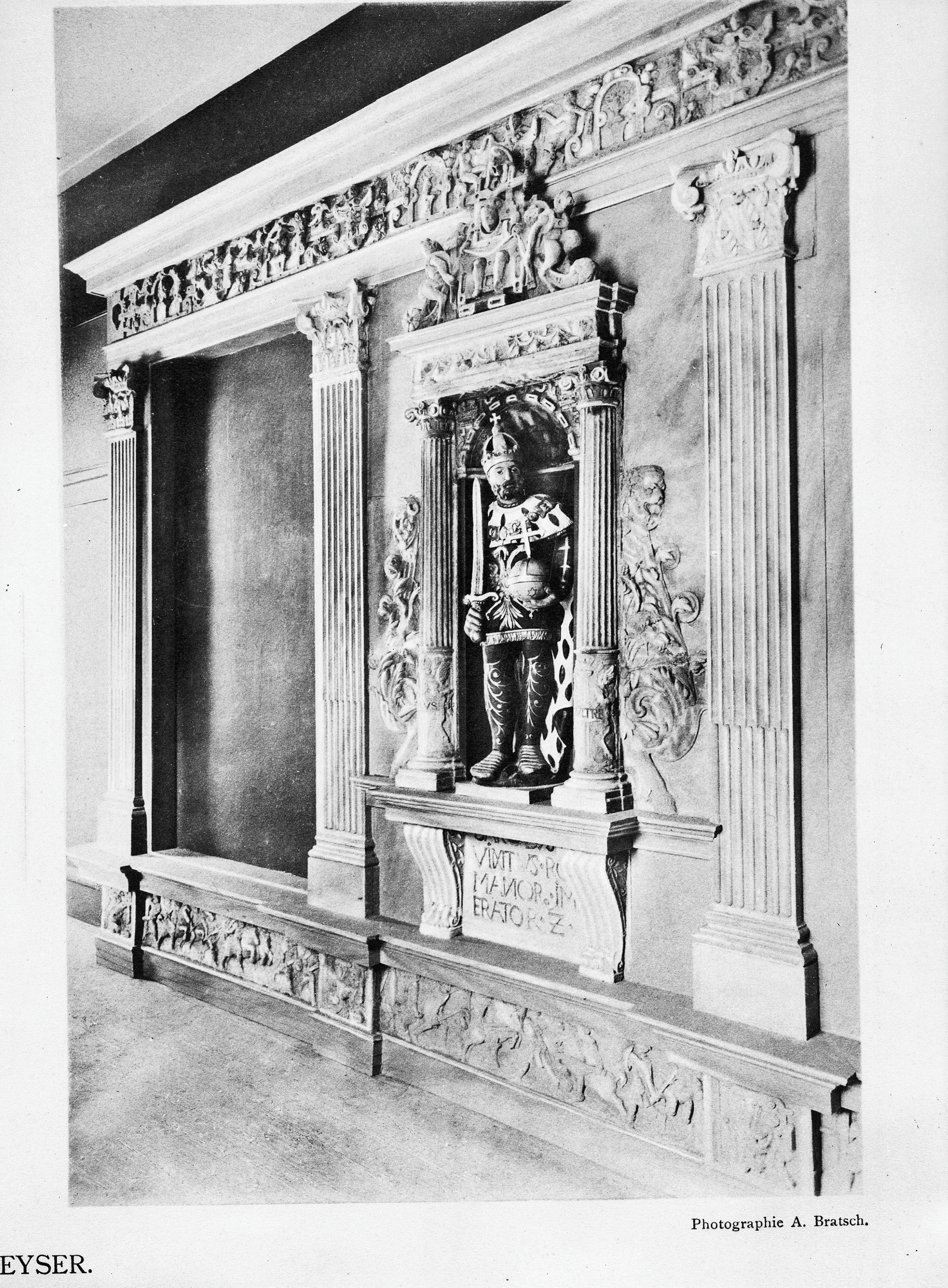
Escultura de Carlos V em nicho na parede

## Edifícios

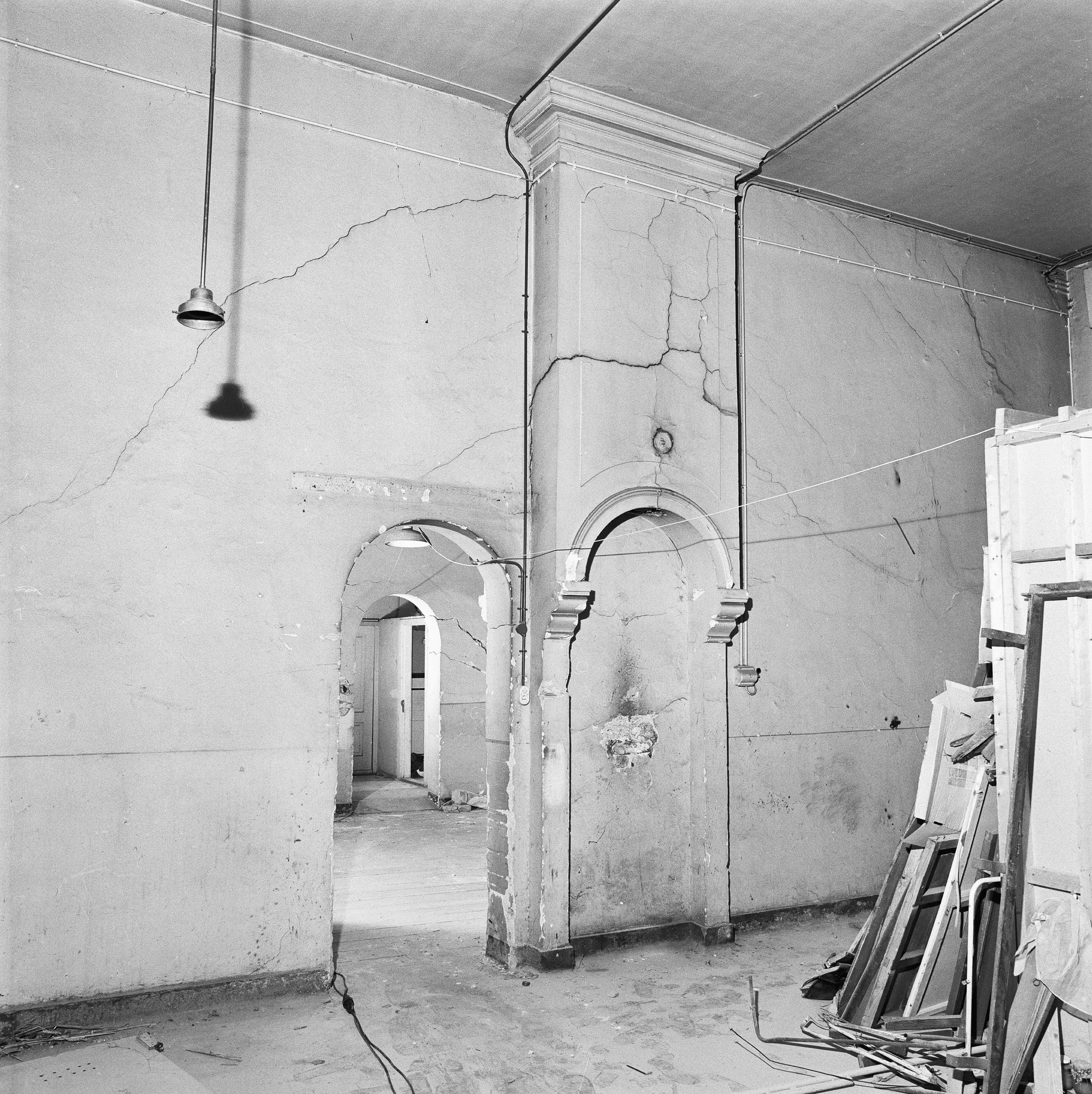
Térreo do edifício principal em 1991, antes dos restauros recentes

De desenhos do século XVII parece que a igreja era um grande edifício, permanecendo alto sobre seus arredores. Muito dos comandantes da terra da ordem foram enterrados lá, bem como proeminentes cidadãos de Utreque. Um tramo sobreviveu, pouco mais de 5.5 metros de largura. Havia provavelmente sete ou oito destes tramos, e talvez uma pequeno transepto. O edifício principal continha a sala do capítulo e o refeitório, às vezes chamado "sala das rainhas", onde os cavaleiros comiam. Muitos dignitários eram entretidos com elaborados festas no refeitório. A casa do comandante, nos ângulos retos do edifício principal, era fechado para o público. A sala do comandante estava no lado ocidental do primeiro andar, e havia duas salas de recepção a oeste deste piso.
A sala do capítulo foi renovada na segunda metade do século XVI. O trabalho foi provavelmente feito entre 1550 e 1580 para acomodar números crescentes de visitantes dignitários, mas pode ter sido empreendido após 1580 devido à proibição do professar católico público, ou na preparação para a visita em 1586 do governador-geral calvinista das Províncias Unidades, Roberto Dudley, 1.º Conde de Leicester. As vigas acima do salão foram elevadas e novas mísulas foram colocadas. As antigas janelas góticas foram elevadas e convertidas em janelas salientes. Os postos do muro foram movidos para dar um padrão simétrico com a ladeira de pedra no centro do muro norte. A partir daquela data, os muros podem ter sido penduradas com tapeçarias.
Em 1674, o mosteiro foi danificado por um tempestade de vento. A igreja foi arruinada e foi demolida. A sacristia, o edifício principal, a cozinha com os anexos e a casa do comandante permaneceram de pé.[carece de fontes?] A "sala dos cavaleiros" na casa do comandante foi usado como uma igreja substituta. Em 1700, a fachada do século XIV foi truncada.[carece de fontes?]

## Hospital
O irmão de Napoleão, Luís Bonaparte, comprou a propriedade em 1807. O governo francês planejou converter o complexo em um hospital militar, e a Ordem Teutônica teve que se mudar para um novo edifício sobre o canal.[carece de fontes?]. Em 27 de fevereiro de 1811, a Ordem Teutônica foi abolida no Reino da Holanda e suas propriedades foram confiscadas. Após a queda de Napoleão e a restauração da Casa de Orange, em 8 de agosto de 1815 a Bailivique foi restaurada por decreto real de Guilherme I dos Países Baixos (r. 1813–1815) Durante o reinado de Guilherme I um edifício hospitalar moderno foi construído sobre a propriedade junto da Geertebolwerk.[carece de fontes?] O hospital foi completado em 1823, e permaneceu uma propriedade militar até 1990. A Casa Teutônica foi registrada como um monumento nacional em 20 de junho de 1967. O complexo foi mal conservado e por alguns anos foi ocupado por posseiros. Em 1990, o Hospital Militar foi transferido para Uithof.[carece de fontes?]

widths="200px"
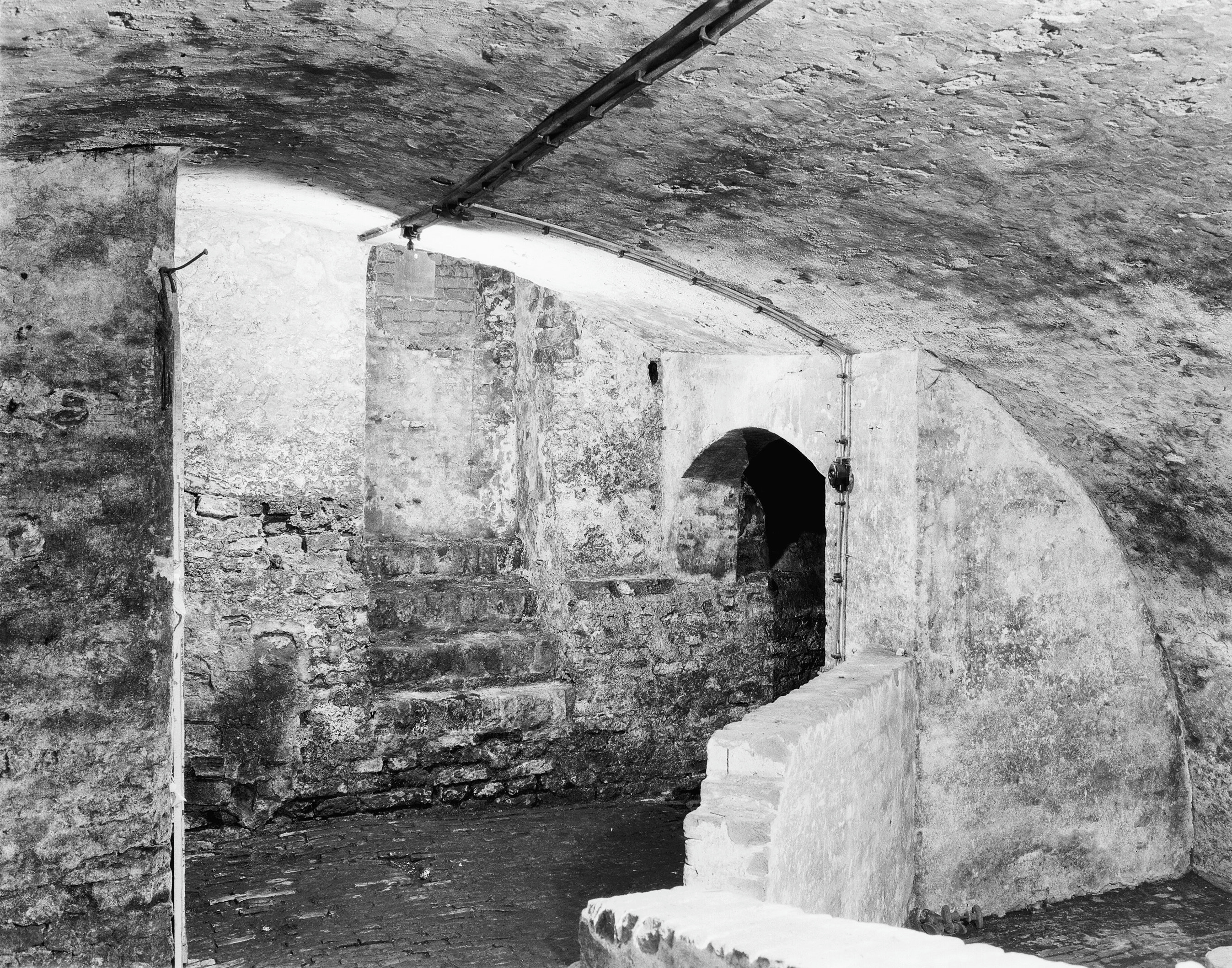
Hospital em 1952
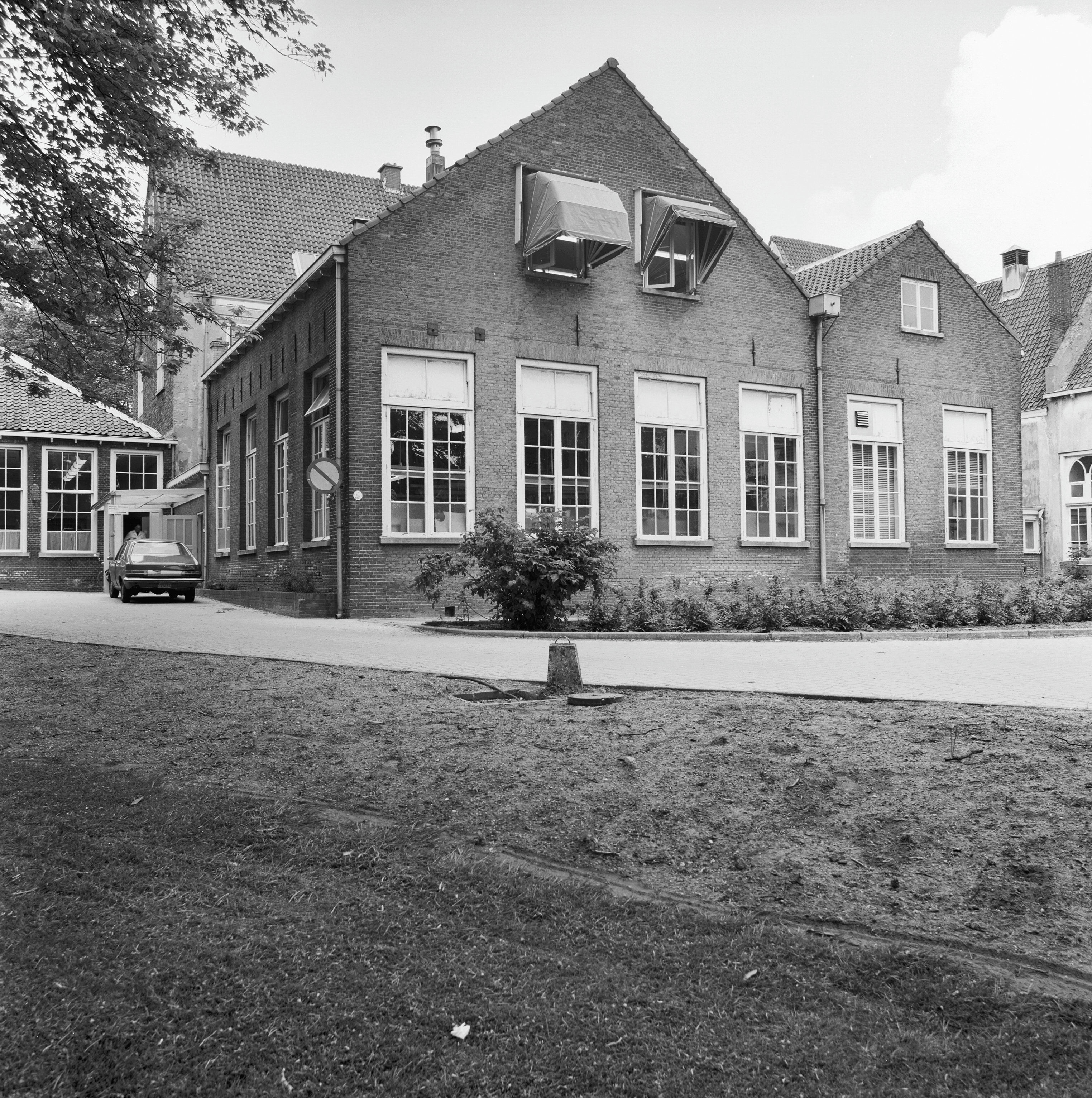
Complexo em 1982
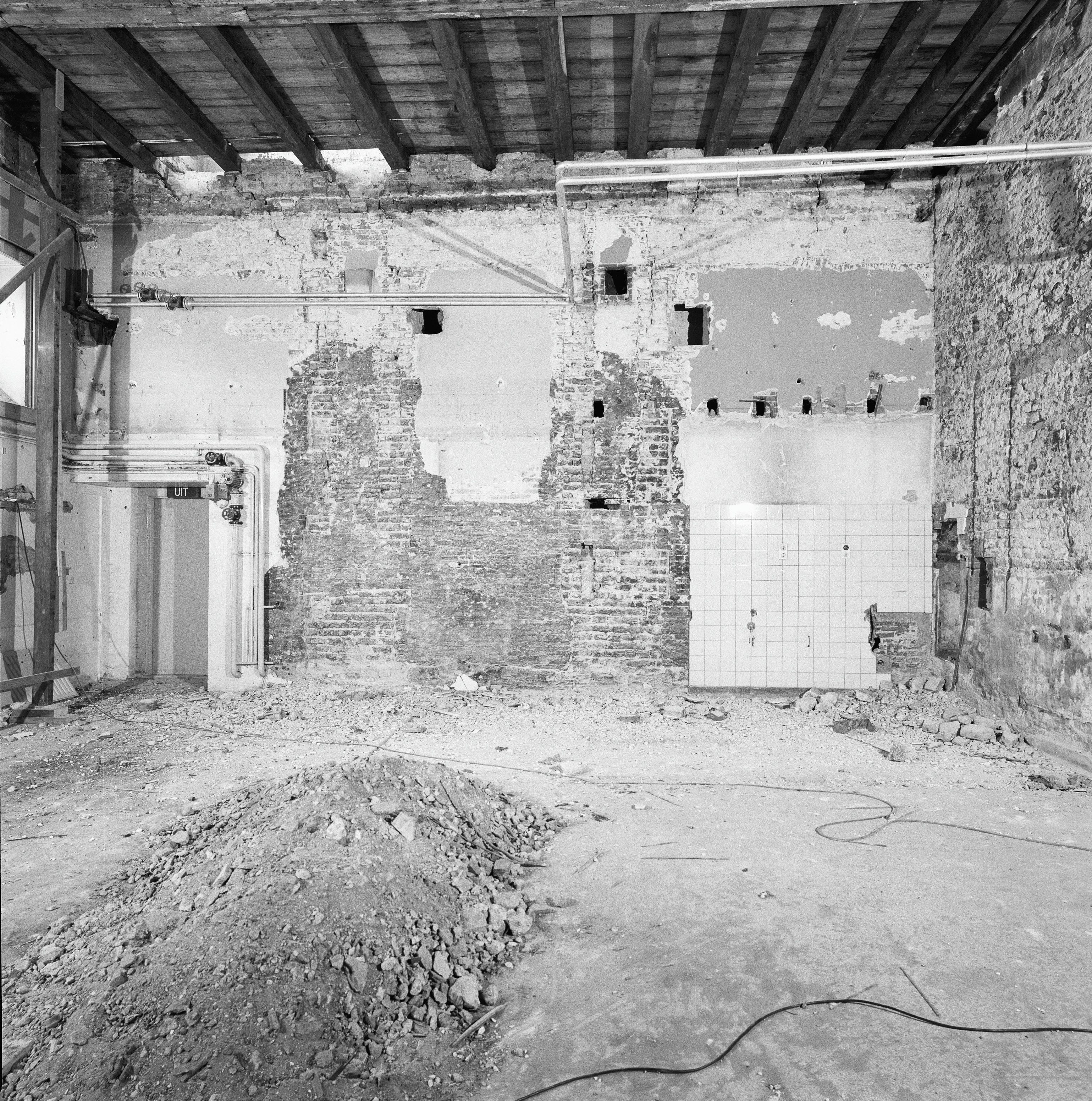
Edifício III durante restauro de 1995
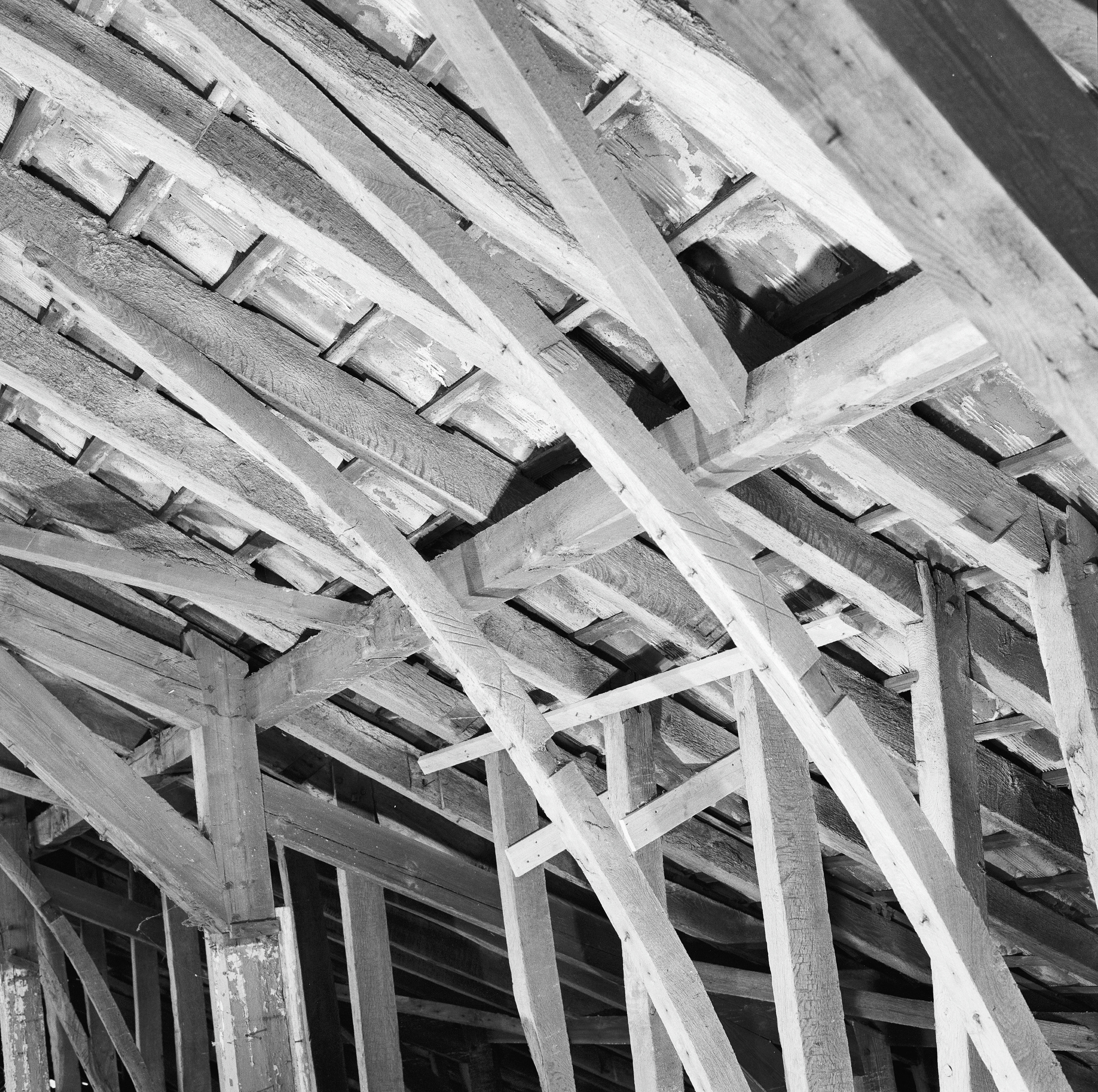
Edifício V durante restauro de 1995

## Anos recentes

### Bailivique de Utreque
Quando o hospital militar ficou vago no final dos anos 1980, a Bailivique de Utreque foi capaz de recomprar a propriedade devido a uma cordo que remonta a 1808. Um grande restauro foi iniciada em 1992. A fachada do século XIV foi restaurada durante o restauro. Em 1995, o Bailivique de Utreque mudou-se de volta para a casa do comandante do século XV na esquina da Springweg e Walsteeg. A ordem tinha se tornado uma instituição de caridade que assistia pessoas com deficiências, os sem-teto e viciados.[carece de fontes?]
A Ordem Teutônica nos Países baixos converteu-se ao calvinismo nessa época, então eles eram capazes de preservar suas propriedades, incluindo registros arquivais que remontavam ao começo do século XIII. O Bailivique de Utreque tinha uma coleção de itens históricos na Casa Teutônica que incluíam muitos foros com selos e uma coleção de moedas medievais. O arquivo bem-preservado está aberto a pesquisadores. A Casa Teutônica tinha vários salas impressionantes, incluindo a sala de reunião dos oficiais do Bailivique. Os muros tinham retratos de todos os comandantes de terra desde a fundação da ordem. Os mais recentes deles descritos com armadura com um manto sobre seus escudos. Os edifícios antigos, cercados por árvores altas e uma área cercada, são um oásis de tranquilidade no centro da moderna Utreque.

widths="200px"
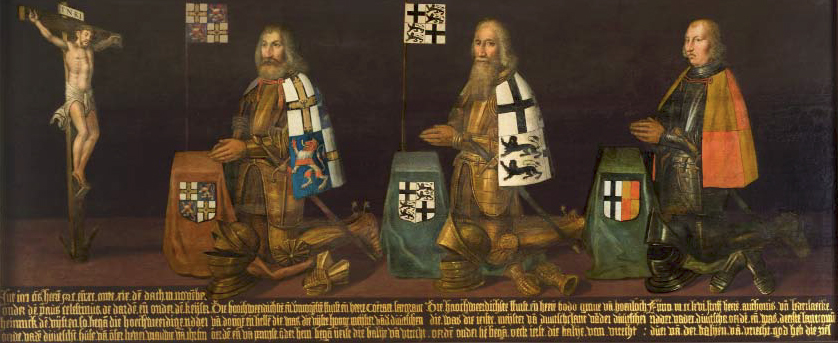
Crucificação dos primeiros três comandantes da terra do Bailivique de Utreque
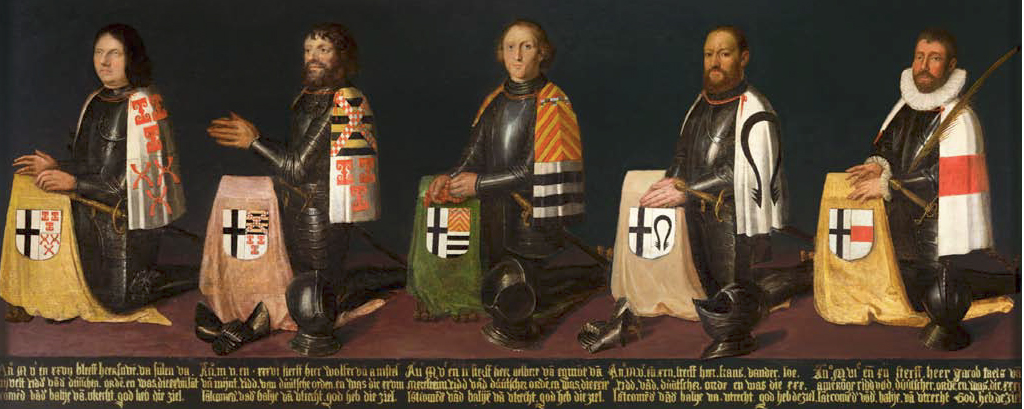
Cinco comandantes da terra do Bailivique de Utreque; Jacob Taets van Amerongen na extrema direita (ca.  1576–1580)

### Hotel

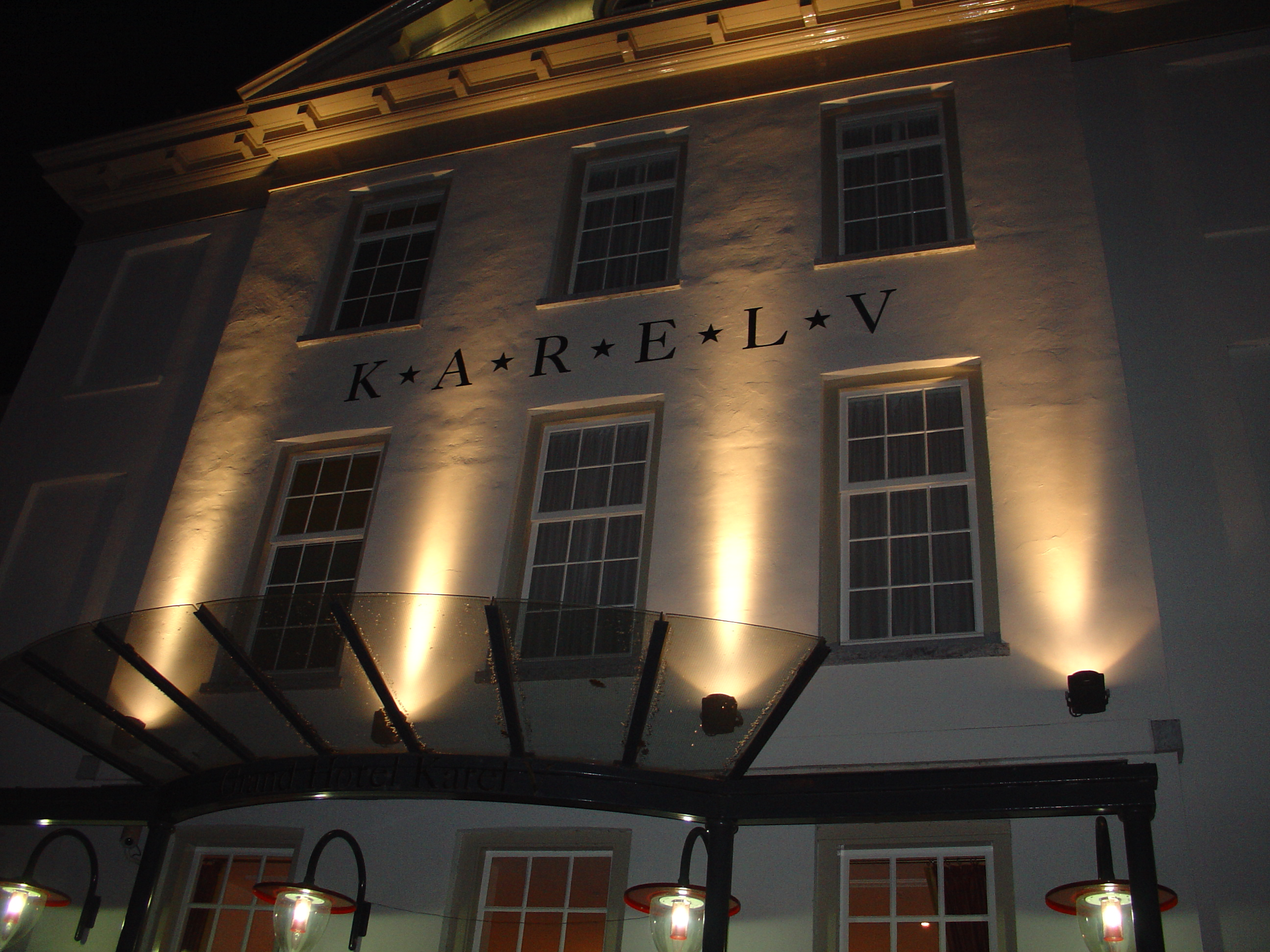
Fachada do Grande Hotel Karel V

Restauros posteriores converteram muito do complexo em um hotel. As enfermarias do hospital foram convertidas em salas de hotel e suítes. O Grande Hotel Karel V, um hotel cinco estrelas, abriu em parte do complexo em 1999. O hotel tem 121 salas, salas de conferência, um centro médico, bar, brasserie e restaurante. Os restos de uma lareira foram encontrados durante o restauro sobre a qual uma águia bicéfala, o emblema de Carlos V, foi gravado no arenito. Uma nova lareira foi construída no artigo refeito sobre o local da anterior com o brasão e armas e lema de Carlos V.
Durante a restauração, arqueólogos descobriram os restos de um cemitério romano datável entre 40 a.C. e 275 d.C.. Ele por ser associado com o forte romano de Trajeto. A ala do jardim do hotel foi renovada e estendida em 2007 e renomeada como Ala Romana após esta descoberta. Há traços da história passada do complexo, incluindo objetos, fotografias e desenhos históricos dispostos em locais por todo o hotel.